# George Seymour
Lord George Francis Seymour (Berkeley, 17 settembre 1787 – Belgravia, 20 gennaio 1870) è stato un ammiraglio britannico.

## Biografia
Era il figlio di Lord Hugh Seymour, figlio di Francis Seymour-Conway, I marchese di Hertford, e di sua moglie Anna Horatia Waldegrave, una figlia di James Waldegrave, II conte Waldegrave.

## Carriera
Entrò nella Royal Navy nel 1797. Nel 1806, prese il comando della Kingfisher. Promosso a capitano in quello stesso anno, gli fu dato il comando della Aurora. Fu al comando della Pallas durante la battaglia delle strade basche, la Fortunée e la Leonidas durante la guerra del 1812. Nel 1815 venne nominato cavaliere dell'ordine del Bagno e nel 1831 cavaliere dell'ordine reale Guelfo. Tra il 1841 ed il 1844 ebbe la carica di Third Sea Lord.
Nel 1866 fu promosso ad Ammiraglio della flotta.

## Matrimonio
Sposò, nel febbraio 1811, Georgiana Mary Berkeley, figlia di Sir George Berkeley Cranfield e di Lady Emilia Charlotte Lennox. Ebbero otto figli:
- Francis Seymour-Conway, V marchese di Hertford (1812-1884);
- Lord George Henry (1818-1869), sposò Sophia Margaret Hoste, ebbero cinque figli;
- Lady Matilda Horatia (1831-1916), sposò Cecil Rice, non ebbero figli;
- Lady Laura Williamina (1832-1912), sposò Vittorio di Hohenlohe-Langenburg, ebbero quattro figli;
- Lord William Frederick Ernest (1838-1915), sposò Eva Douglas-Pennant, ebbero cinque figli;
- Lady Georgina Isabella (?-1848), sposò Charles Corkran, ebbero un figlio;
- Lady Horatia Louisa (?-1829);
- Lady Emily Charlotte (?-1892), sposò William Ormsby-Gore, II barone Harlech, ebbero sei figli.

## Morte
Morì nel gennaio del 1870, otto mesi prima di suo cugino di primo grado, il IV marchese di Hertford, alla cui morte suo figlio, Francis, gli succedette come il V marchese.

## Ascendenza
|                                                |                                      |                                       | Genitori                                |  |  | Nonni |  |  | Bisnonni                                |  |  | Trisnonni                        |  |
|                                                |                                      |                                       |                                         |  |  |       |  |  | Francis Seymour-Conway, I barone Conway |  |  | Sir Edward Seymour, IV baronetto |  |
|                                                |                                      |                                       |                                         |  |  |       |  |  | Francis Seymour-Conway, I barone Conway |  |  | Sir Edward Seymour, IV baronetto |  |
|                                                |                                      | Letitia Popham                        |                                         |  |  |       |  |  | Francis Seymour-Conway, I barone Conway |  |  |                                  |  |
| Francis Seymour-Conway, I marchese di Hertford |                                      |                                       |                                         |  |  |       |  |  | Francis Seymour-Conway, I barone Conway |  |  |                                  |  |
|                                                |                                      | Charlotte Shorter                     | John Shorter                            |  |  |       |  |  |                                         |  |  |                                  |  |
|                                                |                                      | Charlotte Shorter                     | John Shorter                            |  |  |       |  |  |                                         |  |  |                                  |  |
|                                                |                                      | Charlotte Shorter                     | Elizabeth Philipps                      |  |  |       |  |  |                                         |  |  |                                  |  |
| Lord Hugh Seymour                              |                                      | Charlotte Shorter                     |                                         |  |  |       |  |  |                                         |  |  |                                  |  |
|                                                |                                      | Charles FitzRoy, II duca di Grafton   | Henry FitzRoy, I duca di Grafton        |  |  |       |  |  |                                         |  |  |                                  |  |
|                                                |                                      | Charles FitzRoy, II duca di Grafton   | Henry FitzRoy, I duca di Grafton        |  |  |       |  |  |                                         |  |  |                                  |  |
|                                                |                                      | Charles FitzRoy, II duca di Grafton   | Lady Isabella Bennet                    |  |  |       |  |  |                                         |  |  |                                  |  |
| Lady Isabella Fitzroy                          |                                      | Charles FitzRoy, II duca di Grafton   |                                         |  |  |       |  |  |                                         |  |  |                                  |  |
|                                                |                                      | Lady Henrietta Somerset               | Charles Somerset, marchese di Worcester |  |  |       |  |  |                                         |  |  |                                  |  |
|                                                |                                      | Lady Henrietta Somerset               | Charles Somerset, marchese di Worcester |  |  |       |  |  |                                         |  |  |                                  |  |
|                                                |                                      | Lady Henrietta Somerset               | Rebecca Child                           |  |  |       |  |  |                                         |  |  |                                  |  |
| Sir George Francis Seymour                     |                                      | Lady Henrietta Somerset               |                                         |  |  |       |  |  |                                         |  |  |                                  |  |
|                                                | James Waldegrave, I conte Waldegrave | Henry Waldegrave, I barone di Chewton |                                         |  |  |       |  |  |                                         |  |  |                                  |  |
|                                                | James Waldegrave, I conte Waldegrave | Henry Waldegrave, I barone di Chewton |                                         |  |  |       |  |  |                                         |  |  |                                  |  |
|                                                | James Waldegrave, I conte Waldegrave | Lady Henrietta FitzJames              |                                         |  |  |       |  |  |                                         |  |  |                                  |  |
| James Waldegrave, II conte Waldegrave          | James Waldegrave, I conte Waldegrave |                                       |                                         |  |  |       |  |  |                                         |  |  |                                  |  |
|                                                |                                      | Mary Webbe                            | Sir John Webbe, III baronetto           |  |  |       |  |  |                                         |  |  |                                  |  |
|                                                |                                      | Mary Webbe                            | Sir John Webbe, III baronetto           |  |  |       |  |  |                                         |  |  |                                  |  |
|                                                |                                      | Mary Webbe                            | Barbara Belasyse                        |  |  |       |  |  |                                         |  |  |                                  |  |
| Lady Anne Horatia Waldegrave                   |                                      | Mary Webbe                            |                                         |  |  |       |  |  |                                         |  |  |                                  |  |
|                                                |                                      | Sir Edward Walpole                    | Robert Walpole, I conte di Orford       |  |  |       |  |  |                                         |  |  |                                  |  |
|                                                |                                      | Sir Edward Walpole                    | Robert Walpole, I conte di Orford       |  |  |       |  |  |                                         |  |  |                                  |  |
|                                                |                                      | Sir Edward Walpole                    | Catherine Shorter                       |  |  |       |  |  |                                         |  |  |                                  |  |
| Mary Walpole                                   |                                      | Sir Edward Walpole                    |                                         |  |  |       |  |  |                                         |  |  |                                  |  |
|                                                |                                      | Dorothy Clement                       | Hammond Clement                         |  |  |       |  |  |                                         |  |  |                                  |  |
|                                                |                                      | Dorothy Clement                       | Hammond Clement                         |  |  |       |  |  |                                         |  |  |                                  |  |
|                                                |                                      | Dorothy Clement                       | Priscilla Clement                       |  |  |       |  |  |                                         |  |  |                                  |  |
|                                                |                                      | Dorothy Clement                       |                                         |  |  |       |  |  |                                         |  |  |                                  |  |